# Pierre André Latreille
Pierre André Latreille (20 de noviembre de 1762 - 6 de febrero de 1833) fue un entomólogo francés. Muchos de los taxones hoy en uso mantienen el nombre que él les dio en sus trabajos de descripción de insectos.

## Biografía
Latreille nació en una familia humilde de Brive-la-Gaillarde, Corrèze, y en 1778 entró en la Universidad de Lemoine, en París. Fue ordenado sacerdote en 1786 y regresó a Brive dónde empleó todo su tiempo libre estudiando los insectos. En 1788 regresó a París y fue un activo miembro de la comunidad científica, sus Mémoire sur les mutilles découvertes en Francia hace que lo admitan en la Sociedad para la Historia Natural.
Como sacerdote con inclinaciones conservadoras, la Revolución francesa hizo que pasara un momento incómodo; dejó París, y se fue a Burdeos. En 1796 publicó Précis des caractères génériques des insectes, disposés dans un ordre naturel en Brive.
En 1798 ordenó la colección entomológica del Muséum Nacional d'Histoire Naturelle de París, recientemente organizado; en 1814 fue miembro de la Academia Francesa de Ciencias, y en 1821 fue nombrado caballero de la Legión de Honor.
Fue profesor de zoología en la escuela veterinaria en Alfort cerca de París, y en 1830, cuando la silla de zoología de invertebrados en el museo después de la muerte de Jean-Baptiste Lamarck, Latreille era el profesor designado de zoología de crustáceos, arácnidos e insectos, la silla de los moluscos, gusanos y zoófitos fue asignada a Henri Marie Ducrotay de Blainville.

## Honores

### Eponimia
Zoología
Género
- Cangrejo Latreillia

Especies
- Lumbrineris latreilli Audouin & H. Milne-Edwards, 1833
- Cecrops latreillii Leach, 1816
- Apseudes latreillii H. Milne-Edwards, 1828
- Orbinia latreillii Audouin & H. Milne-Edwards, 1833
- Cilicaea latreillei Leach, 1818
- Bittium latreillii Payraudeau, 1826
- Macrophthalmus latreillei Desmarest, 1822
- Eurypodius latreillei Guérin, 1828

Botánica
Género
- (Asteraceae) Latreillea  DC.[1]

## Abreviatura (zoología)
La abreviatura Latreille  se emplea para indicar a Pierre André Latreille como autoridad en la descripción y taxonomía en zoología.